# 가타모토역
가타모토역(일본어: 潟元駅)은 일본 가가와현 다카마쓰시에 위치한 다카마쓰코토히라 전기철도 시도 선의 철도역이다. 단선 승강장 1면 1선의 구조를 갖춘 지상역이다.

## 이용 현황
| 승차 인원 추이 | 승차 인원 추이 |
| 연도           | 1일 평균       |
| -------------- | -------------- |
| 2011           | 1,747          |
| 2012           | 1,777          |
| 2013           | 1,789          |
| 2014           | 1,820          |
| 2015           | 1,908          |

## 역 주변
- 국도 제11호선
- 가가와 현도 14호 야시마코엔 선
- 가가와 현도 150호 야시마테이류죠야시마코엔 선
- 시코쿠 전력 종합 연구소
- 야시마 종합 병원
- 다카마쓰 시 야시마 경기장

## 역사
- 1931년 3월 16일 : 시코쿠 수력 전기의 역으로서 개업. 니시카타모토 역 폐지.
- 1942년 4월 30일 : 사업 양도에 의해 사누키 전철의 역이 됨.
- 1943년 11월 1일 : 회사 합병에 의해 다카마쓰코토히라 전기 철도 시도 선의 역이 됨.

## 인접 역
| 다카마쓰코토히라 전기철도 시도 선 | 다카마쓰코토히라 전기철도 시도 선 | 다카마쓰코토히라 전기철도 시도 선 |
| --------------------------------- | --------------------------------- | --------------------------------- |
| S 04 가스가가와 가와라마치 방면   | ■ 시도 선                         | 고토덴야시마 S 06 고토덴시도 방면 |